# Silvestro agnello di mare
Silvestro agnello di mare (Tweety's S.O.S.) è un film del 1951 diretto da Friz Freleng. È un cortometraggio d'animazione della serie Merrie Melodies, distribuito negli Stati Uniti il 22 settembre 1951. Dal 1998 viene distribuito col titolo L'S.O.S. di Titti.

## Trama
Presso un porto, Silvestro è alla ricerca di cibo tra i rifiuti. Deluso da ciò che trova, si siede vicino a una nave da crociera, dal cui oblò scorge Titti nella sua gabbia. Quindi apre la finestra dell'oblò, ma Titti gliela chiude in faccia facendolo cadere in acqua. Il gatto allora entra nella nave e tenta di portare via Titti, ma viene sorpreso dalla Nonna che lo picchia col suo ombrello finché non perde gli occhiali, senza i quali è completamente cieca. Silvestro li calcia sotto il divano e inizia a inseguire Titti fino a quando il canarino non riesce a rimettere gli occhiali in faccia alla Nonna, che caccia via Silvestro.
Dopo che la nave è partita, Titti e la Nonna stanno facendo un pisolino sul ponte. Silvestro prende gli occhiali della Nonna e disegna Titti su una lente, quindi rapisce nuovamente Titti. Risvegliatasi, la Nonna si mette gli occhiali e crede che Titti sia ancora in gabbia. Silvestro segue Titti su dei fili sospesi che l'uccellino oltrepassa facilmente, mentre il gatto ha delle difficoltà. Titti allora ne approfitta e lo fa cadere in acqua. Tornato a bordo, Silvestro soffre di chinetosi a causa del mare agitato, e Titti lo fa peggiorare mostrandogli una bistecca di maiale. Il gatto si precipita a bere un rimedio per il mal di mare e torna a inseguire Titti, che lo inganna facendolo entrare nella fornace. Il fuoco e il calore provocano l'espulsione di Silvestro attraverso il fumaiolo.
Quando Silvestro risale a bordo, Titti gli mostra la foto di una barca sull'acqua ondeggiandola, così il gatto torna a bere il rimedio. Titti però arriva prima e riempie la bottiglia di nitroglicerina. Silvestro allora insegue il canarino usando il suo sputo come arma, ma si imbatte nella Nonna che, nonostante gli avvertimenti di Titti, lo colpisce con l'ombrello. Silvestro quindi salta in aria ed esplode come un fuoco d'artificio, atterrando sulla testa del capitano.

## Distribuzione

### Edizione italiana
Il corto fu distribuito in Italia il 6 dicembre 1961 nel programma Silvestro contro Gonzales, in inglese sottotitolato; fu doppiato dalla S.A.S. per la televisione negli anni sessanta, tuttavia questa versione (in cui la nonna è chiamata Granny) è priva della scena in cui a Silvestro viene la chinetosi per la prima volta. Un ridoppiaggio integrale fu eseguito nel 1974 dalla Sinc Cinematografica in occasione di una riedizione di Silvestro contro Gonzales. Il doppiaggio presenta diverse battute che ignorano i dialoghi originali, e il titolo viene letto erroneamente come Silvestro angelo del mare; per Silvestro furono aggiunte varie battute ma vennero rimossi alcuni effetti vocali, tra cui quelli della prima scena. Nel 1998 il corto fu ridoppiato più correttamente dalla Angriservices Edizioni sotto la direzione di Renzo Stacchi per la VHS S.O.S. Tittanic.

### Edizioni home video

#### VHS
America del Nord
- Sylvester and Tweety's Crazy Capers (1985)
- Looney Tunes: The Collector's Edition - All-Stars (novembre 1999)

Italia
- Silvestro contro Gonzales, 2ª parte (1985)[5]
- Sylvester and Tweety's Crazy Capers (1985)
- Silvestro n. 2 (ottobre 1990)
- S.O.S. Tittanic (ottobre 1998)
- Titti: Casa dolce casa (maggio 2000)

#### Laserdisc
- Sylvester & Tweety's Bad Ol' Putty Tat Blues (1994)

#### DVD
Il corto fu pubblicato in DVD-Video in America del Nord nel quarto disco della raccolta Looney Tunes Golden Collection: Volume 1 (intitolato Looney Tunes All-Stars: Part 2) distribuita il 28 ottobre 2003, dove è visibile anche con un commento audio di Michael Barrier; il DVD fu pubblicato in Italia il 2 dicembre 2003 nella collana Looney Tunes Collection, col titolo All Stars: Volume 2. Fu inserito anche nel secondo disco della raccolta DVD Looney Tunes Spotlight Collection Volume 1, uscita in America del Nord sempre il 28 ottobre 2003, ristampato il 17 giugno 2014 col titolo Looney Tunes Center Stage: Volume 2. In Italia fu invece incluso nel DVD Il tuo simpatico amico Tweety uscito il 9 settembre 2009 e, nella versione non restaurata, nel DVD Tweety: Casa dolce casa uscito il 23 giugno 2010. Fu poi incluso nel DVD Tweety & Silvestro della collana Looney Tunes Super Stars, uscito in America del Nord il 30 novembre 2010 e in Italia l'8 dicembre.